# هنوز خودمو دارم
«هنوز خودمو دارم» (انگلیسی: Still Have Me) ترانه‌ای از خواننده و ترانه‌نویس اهل ایالات متحده آمریکا دمی لواتو است. ترانه در ۳۰ سپتامبر ۲۰۲۰ به‌عنوان یک تک‌آهنگ توسط آیلند رکوردز منتشر شد. اشعار ترانه شامل موضوعاتی مانند عشق به خود، تحمل سختی‌ها و شفابخشی است.